# گورستان ساکی علیا
گورستان ساکی علیا مربوط به دوره قاجار - دوره پهلوی است و در شهرستان اراک، بخش مرکزی، دهستان شمس‌آباد، روستای ساکی علیا واقع شده و این اثر در تاریخ ۲۸ اسفند ۱۳۸۵ با شمارهٔ ثبت ۱۹۰۲۱ به‌عنوان یکی از آثار ملی ایران به ثبت رسیده است.